# На Київському напрямку
«На Ки́ївському на́прямку» — український радянський художній фільм 1968 року режисера Володимира Денисенка.

## Сюжет
Події у фільмі розгортаються протягом перших місяців німецько-радянської війни, оборони Києва та захоплення його німецькими окупантами.

## Акторський склад
- Анатолій Барчук — Олекса Славута, полковник, військовий кореспондент
- Віталій Розстальний — Андрій Остапович Славута, генерал-майор (озвучив актор Павло Морозенко)
- Степан Олексенко — Іван Славута
- Віктор Мізиненко — Остап Іванович
- Поліна Куманченко — Настя Прокопівна
- Наталія Наум — Устина, директор школи, дружина Олекси
- Валентина Гришокіна — Наталка
- Віктор Мірошниченко — Павло Ревенко
- Ніла Крюкова — Ганна
- Микола Яковченко — Павло Лаврін, сторож
- Яків Козлов — Каменецький
- Світлана Кузьміна — Шура
- Федір Панасенко — Кузьма
- Валерій Бессараб — капітан Василь Глушеня
- Віктор Баєнко — Лознюк
- Костянтин Степанков — Кирпонос Михайло Петрович, генерал-полковник, командувач Південно-Західним фронтом
- Михайло Державін — Тупіков Василь Іванович, генерал-майор, начальник штаба армії
- Лесь Сердюк — Бурмистенко, секретар ЦК КП України
- Армен Джигарханян — Баграмян Іван Христофорович, генерал-майор
- Віктор Черняков — представник штаба фронта
- Алім Федоринський — Євген Соколов, кореспондент кінохроніки
- Іван Миколайчук — Ондрій
- Маргарита Криницина — учасниця ополчення
- Леонід Бакштаєв — Кудряшов, підпільник
- Руслан Ахметов — епізод
- Н. Виставкін — епізод
- Р. Длугач — епізод
- Павло Грубник — епізод
- Микола Олійник — епізод
- Галина Довгозвяга — епізод
- Володимир Волков — епізод

## Знімальна група
- Режисер: Володимир Денисенко
- Сценаристи: Василь Земляк, Володимир Денисенко
- Оператор: Микола Кульчицький
- Художники: Андрій Німенко, Микола Аристов
- Звукорежисер: Анатолій Чорнооченко
- Композитор: Олександр Білаш

## Цікаві факти
Фільм мав бути двосерійним, але другу серію, яка змальовувала б життя киян у період німецької окупації, зокрема, трагедію Бабиного яру, заборонили знімати через «неактуальність».